# Krasnaja Dubrawa (rejon lgowski)
Krasnaja Dubrawa (ros. Красная Дубрава) – chutor w zachodniej Rosji, w sielsowiecie marickim rejonu lgowskiego w obwodzie kurskim.

## Geografia
Miejscowość położona jest w dorzeczu rzeki Prutiszcze (dorzecze Sejmu), 5,5 km od centrum administracyjnego sielsowietu (Marica), 15,5 km na północny wschód od centrum administracyjnego rejonu (Lgow), 61 km na północny zachód od Kurska, 18 km od drogi regionalnego znaczenia 38K-017 (Kursk – Lgow – Rylsk – granica z Ukrainą) – część trasy europejskiej E38.
W chutorze znajduje się 40 posesji.
Klimat
Miejscowość, jak i cały rejon, znajduje się w strefie klimatu kontynentalnego z łagodnym ciepłym latem i równomiernie rozłożonymi opadami rocznymi (Dfb w klasyfikacji klimatów Köppena).

## Demografia
W 2010 r. chutor zamieszkiwało 39 osób.